# کبودبال خال‌دار ناتال
کبودبال خال‌دار ناتال (نام علمی: Azanus natalensis) نام یک گونه از سرده کبودبال‌های کرتی است.